# Silent Hill
Silent Hill (Nhật: サイレントヒル Hepburn: Sairento Hiru, Đồi câm lặng) là một thương hiệu truyền thông kinh dị của Nhật Bản, tập trung vào một loạt các trò chơi điện tử kinh dị sinh tồn, do Toyama Keiichiro sáng tạo, được Konami và công ty con Konami Digital Entertainment phát triển và xuất bản.
Bốn tựa game đầu tiên trong loạt game, Silent Hill, Silent Hill 2, Silent Hill 3 và Silent Hill 4: The Room, được phát triển bởi một nhóm nội bộ có tên là Team Silent, một đội phát triển thuộc công ty con Konami Computer Entertainment Tokyo trước đây.
Những phiên bản về sau, bao gồm Origins, Homecoming, Shattered Memories, Downpour, Book of Memories, P.T. (một đoạn teaser có thể chơi được của Silent Hills - đã bị hủy bỏ), Silent Hill: Ascension, Silent Hill 2 (remake), Silent Hill: Townfall và Silent Hill f, được các nhà phát triển khác thực hiện, chủ yếu là các studio phương Tây.
Thương hiệu Silent Hill đã mở rộng ra nhiều tác phẩm in ấn khác nhau, hai bộ phim và các phần phụ.
Tính đến năm 2013, loạt đã bán ra hơn 8,4 triệu bản trên toàn thế giới.
Silent Hill lấy bối cảnh ở thị trấn hư cấu cùng tên với tiểu thuyết ở Hoa Kỳ. Loạt game có ảnh hưởng bởi thể loại văn học tâm lý kinh dị, với nhân vật người chơi chủ yếu là "bất kỳ ai".

## Tóm tắt

### Bối cảnh
Silent Hill là một thành phố du lịch giả tưởng ở Mỹ nằm bên hồ Toluca với những cảnh đẹp thơ mộng, u buồn. Đó từng là một nơi linh thiêng và là thánh địa của người Mỹ bản xứ, họ tin rằng linh hồn của những vị tổ tiên sống ở đây, hài hoà cùng với linh hồn cây cỏ. Tất cả chấm hết sau khi những người da trắng từ châu Âu đến và tiêu diệt những chủ nhân thực sự của vùng đất này. Những người định cư mới lập nên Silent Hill, vào khoảng thời gian trước năm 1800. Từ khi thành lập và trong suốt chiều dài lịch sử của thị trấn cho đến bây giờ, Silent Hill gắn liền với những tội ác rùng rợn. Thời gian trôi qua, những sự kiện kỳ lạ vẫn thường xảy ra tại Silent Hill như công dân biến mất một cách khó hiểu, con tàu mang tên The Little Baroness (Tiểu Nam Tước Phu Nhân) cũng mất tích bí ẩn trên hồ Toluca hay Thị Trưởng thành phố chết đột ngột. Dường như Silent Hill nắm giữ một sức mạnh bí ẩn ma quái kinh hoàng khiến người dân rời bỏ thành phố. Silent Hill đã trở thành một thành phố ma thực sự khi gần như không còn một bóng người ở nơi đây, với màn sương mù huyền ảo luôn bao trùm lên cả thành phố.
Song song với lịch sử phát triển và văn hóa của thành phố Silent Hill, cần nhắc tới giáo hội The Order, một giáo hội bệnh hoạn ở Silent Hill tin vào ngày tận thế. The Order xuất hiện xuyên suốt loạt game kinh dị này và là nguyên nhân sâu xa cho phần lớn mọi sự xung đột. Chúng thực hiện những nghi lễ hiến tế giết người một cách tàn bạo để gia tăng sức mạnh, điển hình là những nạn nhân như Alessa Gillespie trong Silent Hill và Silent Hill: Origins, Harry Mason trong Silent Hill 3, hay Joey Bartlett, Scarlet Fitch và Nora Holloway trong Silent Hill: Homecoming. Trại trẻ Wish House (Wish House Orphanage) của The Order là một sự trá hình, ở đó chúng nhồi nhét vào đầu bọn trẻ những ý tưởng điên rồ, biến những đứa trẻ thành những con quỷ dữ mà điển hình chính là tên giết người hàng loạt Walter Sullivan trong Silent Hill 4: The Room. Giáo phái này tôn thờ các vị thần bao gồm Samael hay The God (xuất hiện trong Silent Hill và Silent Hill 3), Valtiel (xuất hiện trong Silent Hill 3), Metatron, Lobsel Vith và Xuchilbara.

### Các tựa trò chơi
| 1999 | Silent Hill                       |
| 2000 |                                   |
| 2001 | Play Novel: Silent Hill           |
| 2001 | Silent Hill 2                     |
| 2002 |                                   |
| 2003 | Silent Hill 3                     |
| 2004 | Silent Hill 4: The Room           |
| 2005 |                                   |
| 2006 | Silent Hill (trò chơi điện thoại) |
| 2007 | Silent Hill: The Arcade           |
| 2007 | Silent Hill: Origins              |
| 2007 | Silent Hill: Orphan               |
| 2007 | Silent Hill: The Escape           |
| 2008 | Silent Hill: Orphan 2             |
| 2008 | Silent Hill: Homecoming           |
| 2009 | Silent Hill: Shattered Memories   |
| 2010 | Silent Hill: Orphan 3             |
| 2011 |                                   |
| 2012 | Silent Hill: Downpour             |
| 2012 | Silent Hill HD Collection         |
| 2012 | Silent Hill: Book of Memories     |
| 2013 |                                   |
| 2014 | P.T.                              |
| 2015 |                                   |
| 2016 |                                   |
| 2017 |                                   |
| 2018 |                                   |
| 2019 |                                   |
| 2020 |                                   |
| 2021 |                                   |
| 2022 |                                   |
| 2023 | Silent Hill: Ascension            |
| 2024 |                                   |
| TBA  | Silent Hill 2 (remake)            |
| TBA  | Silent Hill: Townfall             |
| TBA  | Silent Hill f                     |

### Loạt chính

#### Silent Hill(1999)
Silent Hill phát hành tháng 1 năm 1999 tại thị trường Bắc Mỹ, tháng 3 tại thị trường Nhật Bản và tháng 8 cùng năm tại thị trường châu Âu và chỉ hỗ trợ nền tảng PlayStation. Silent Hill được đánh giá khá cao. Năm 2009, game có thể được tải về cho PlayStation 3 và PlayStation Portable từ của hàng trực tuyến PlayStation Network. Trong Silent Hill, người chơi sẽ theo chân nhân vật chính Harry Mason. Anh cùng đứa con gái nuôi Cheryl Mason đang lái xe qua ngoại ô Silent Hill thì gặp tai nạn. Tỉnh dậy sau tai nạn, Harry không còn thấy Cheryl. Anh đi vào Silent Hill với hi vọng tìm lại đứa con gái nuôi thân yêu đang bị lạc đâu đó trong thế giới ma quái của thành phố mù sương gần như không một bóng người. Harry phát hiện ra đằng sau đó là cả một sự thật khủng khiếp về một giáo phái bí ẩn tiến hành nghi lễ hiến tế linh hồn để triệu hồi thần Samael (The God) bằng cách thiêu sống đứa trẻ Alessa Gillespie. Do có khả năng đặc biệt nên Alessa đã sống sót được, sau đó linh hồn Alessa tách ra làm đôi và một phần nhập vào đứa bé Cheryl. Game có năm phần kết bao gồm cả phần kết thúc đùa.

#### Silent Hill 2 (2001)
Silent Hill 2 phát hành lần đầu tiên vào tháng 9 năm 2001, hỗ trợ các nền tảng PlayStation 2, Xbox và Microsoft Windows. Game nhận được nhiều đánh giá cao từ phía các nhà phê bình cũng như người chơi và cực kỳ thành công về mặt thương mại. Silent Hill 2 phát hành lại nhiều lần, đến tháng 3 năm 2012, các phiên bản có độ nét cao phát hành cho PlayStation 3 và Xbox 360. Cốt truyện của Silent Hill 2 được đánh giá là một trong những câu truyện hay nhất trong các phần Silent Hill. Game dẫn người chơi theo chân nhân vật chính James Sunderland. Anh nhận được một bức thư đề tên Mary, người vợ của anh đã mất 3 năm trước bởi một căn bệnh khủng khiếp, nói rằng cô đang đợi anh ở một "nơi đặc biệt" trong Silent Hill, thành phố từng gắn với nhiều kỷ niệm đẹp giữa họ. Silent Hill bây giờ gần như không còn một bóng người với màn sương mù dày đặc bao trùm tất cả. Tại đây, James gặp Maria, một người phụ nữ giống hệt vợ anh (chỉ khác về cách ăn mặc và kiểu tóc), Maria nói rằng cô chưa bao giờ gặp Mary. Cũng tại đây đối mặt với những thứ khủng khiếp như quái vật Pyramid Head, đối mặt với tội lỗi anh đã gây ra cho Mary. Maria là đại diện cho những gì anh khao khát có được ở Mary trong thời gian cô mang bệnh, còn Pyramid Head là sự phản ánh phần đen tối trong tâm hồn của James đồng thời cũng là thể hiện sự trừng phạt đối với James vì tội lỗi của anh. Nhiều ý kiến cho rằng trong Silent Hill 2 người chơi được điều khiển một nhân vật phản diện hoàn toàn. Game có sáu phần kết bao gồm cả hai phần kết đùa.
Silent Hill 2 (remake) (sắp ra mắt)
Phiên bản làm lại của Silent Hill 2 đã đựoc giới thiệu vào tháng 10 năm 2022 cho 2 hệ máy PlayStation 5 và PC. Tựa game sẽ được ra mắt dưới dạng "timed-exclusive" - tức độc quyền trên hệ console PS5 trong vòng 12 tháng kể từ khi game được ra mắt, và sẽ được phát hành trên hệ PC sau đó.
Lần này, Akira Yamaoka - nhạc sĩ soạn nhạc của phiên bản gốc ra mắt năm 2001 - đã trở lại với vai trò của mình.

#### Silent Hill 3 (2003)
Silent Hill 3 ra mắt lần đầu vào tháng 5 năm 2003, hỗ trợ hai nền tảng PlayStation 2 và Microsoft Windows. Phiên bản có độ nét cao cũng phát hành cho các nền tảng PlayStation 3 và Xbox 360 vào tháng 3 năm 2012. Game cũng được đánh giá rất cao. Silent Hill 3 là sự tiếp nối câu chuyện của Silent Hill, lấy bối cảnh 17 năm sau đó. Đây là lần đầu tiên nhân vật chính là nữ, cố gái trẻ Heather Mason. Heather là con gái nuôi của nhân vật chính Harry Mason trong Silent Hill và cô chính là sự tái sinh của Alessa Gillespie - Cheryl Mason (phần cuối của Silent Hill). Đã 17 năm trôi qua nhưng The Order vẫn không ngừng tìm kiếm Harry để trả thù và đòi lại đứa bé là linh vật hiến tế của bọn chúng. Sau khi Harry bị The Order sát hại, lòng cô ngập tràn đau khổ, thù hận và bấn loạn. Định mệnh trớ trêu đẩy Heather trở về Silent Hill để khám phá ra bí mật khủng khiếp bị che giấu suốt những năm tháng qua mà cô là tâm điểm của câu chuyện. Heather quyết tâm tìm ra kẻ chủ mưu cũng như trả lời cho hai câu hỏi lớn: "Chuyện gì đã và đang xảy ra trong cơn ác mộng không có điểm kết thúc này?" và "Điều gì đã thất lạc trong tiềm thức của Heather mà giờ đây cơn ác mộng này muốn cô phải nhớ lại?" Game có ba phần kết bao gồm cả một phần kết đùa.

#### Silent Hill 4: The Room(2004)
Silent Hill 4 phát hành lần đầu tiên tại Nhật Bản vào tháng 6 năm 2004 và tại các nước Bắc Mỹ và châu Âu vào tháng 9 cùng năm. Đây là game dành cho các nền tảng PlayStation 2, Xbox và Microsoft Windows. Không giống ba phiên bản trước và cả các phiên bản sau lấy bối cảnh tại thành phố Silent Hill, Silent Hill 4: The Room lấy bối cảnh tại thành phố giả tưởng South Ashfield cách Silent Hill không xa và nhân vật chính là Henry Townshend, người đang cố gắng tìm cách thoát khỏi căn phòng 302 dường như bị một lời nguyền làm cho nó thay đổi một cách ma quái. Điện thoại bị cắt, hàng xóm không nghe được anh gọi, cửa sổ bị gắn chặt bởi một thế lực huyền bí còn cửa chính bị những vòng xích đan kín khóa chặt, trên đó ghi dòng chữ: "Đừng ra ngoài, Walter!". Trong khi cố gằng tìm kiếm lối thoát trong tuyệt vọng, Henry phát hiện một lỗ hổng trong phòng tắm, có vẻ đó là lối thoát duy nhất. Thế nhưng thật sự cuộc đi tìm lối thoát ra khỏi căn phòng bí ẩn 302 lại là một hành trình nguy hiểm và khủng khiếp hơn những gì Henry có thể tưởng tượng. Sự thật về căn phòng 302 và thân phận của kẻ đã nhốt Henry trong phòng dần dần được mở ra. Game có bốn phần kết và không có kết thúc đùa.

#### Silent Hill: Origins(2007)
Silent Hill: Origins (hay Silent Hill: Zero ở Nhật Bản) phát hành lần đầu vào tháng 11 năm 2007 dành cho nền tảng PlayStation Portable, đầu năm 2008 game phát hành thêm phiên bản cho PlayStation 2. Silent Hill: Origins lấy bối cảnh 7 năm trước các sự kiện xảy ra trong Silent Hill. Nhân vật chính Travis Grady là một tài xế xe tải đang thực hiện chuyến giao hàng bình thường như mọi ngày. Nhưng khi anh quyết định đi đường tắt từ Brahms đến Silent Hill thì trong đầu anh lại hiện lên quá khứ về một đám tang mà anh vẫn thường nằm mơ. Giữa đường, một bóng đen bất chợt lao qua đường khiến Travis phải phanh gấp xe lại, anh bỏ xe và đuổi theo người đó đến Silent Hill. Sau đó Travis bắt gặp một ngôi nhà đang cháy và có một người phụ nữ đang đứng bên ngoài. Chợt anh nghe thấy có tiếng kêu trong ngôi nhà, anh lao vào và thấy cô bé Alessa Gillespie bị hiến tế bằng cách thiêu sống đang bất tỉnh. Trong lúc Travis đưa cô bé ra, đáng lẽ cả hai đã không thoát, nhưng phép nhiệm màu đã thổi bay ngọn lửa, dọn đường cho anh và cô bé thoát thân, và Travis cũng bị bất tỉnh sau đó. Anh thức dậy trên một băng ghế trong thành phố với làn sương mù bao trùm, lo lắng cho số phận cô bé kia, anh liền chạy đến bệnh viện Alchemilla, và cơn ác mộng bắt đầu. Game có ba phần kết bao gồm cả kết thúc đùa.

#### Silent Hill: Homecoming(2008)
Silent Hill: Homecoming phát hành lần đầu tiên vào tháng 12 năm 2008 cho các nền tảng PlayStation 3, Xbox 360 và Microsoft Windows. Silent Hill: Homecoming không được đánh giá cao. Một lần nữa, bối cảnh của game được đặt tại một nơi ngoài Silent Hill. Cốt truyện trong game xoay quanh người lính trẻ Alex Shepherd. Sau thời gian dài nằm viện dưỡng thương và trải qua hàng loạt cơn ác mộng khó giải thích, Alex nhận được tin dữ rằng em trai Joshua Shepherd của anh đột ngột mất tích. Ngay lập tức, anh lên đường trở về thị trấn quê nhà Shepherd's Glen (thị trấn này cũng nằm bên bờ hồ Toluca, rất gần Silent Hill). Về đến nhà, anh thấy mẹ anh đang trong tình trạng căng trương lực còn cha anh thì đã đi tìm Josh. Thế là người lính bất hạnh đó dẫn thân vào một hành trình khủng khiếp với hi vọng tìm lại được người thân, tìm lại những gì quý giá nhất trên cõi đời. Nhưng sự thật có phải như những gì đang diễn ra trước mắt? Anh dần khám phá ra những bí ẩn kinh hoàng của bốn dòng họ thành lập nên thị trấn Shepherd's Glen là Shepherd, Bartlett, Fitch và Holloway cũng như cả sự thật về chính con người anh (cả bốn dòng họ này đều từng là người của The Order trước khi họ rời khỏi Silent Hill để lập nên thị trấn mới). Game có sáu phần kết bao gồm cả một kết thúc đùa và một kết thúc thưởng thêm.

#### Silent Hill: Shattered Memories(2009)
Silent Hill: Shattered Memories phát hành lần đầu tiên vào tháng 12 năm 2009 cho nền tảng Wii, các nền tảng PlayStation 2 và PlayStation Portable cũng được hỗ trợ vào tháng 1 năm 2010. Tuy nhiên người chơi chỉ có thể cảm nhận hết những nét đột phá của game khi chơi trên Wii. Các nhân vật trong Silent Hill gần như đều có mặt trong Silent Hill: Shattered Memories nhưng cốt truyện của Silent Hill: Shattered Memories chỉ giống Silent Hill một phần rất nhỏ ban đầu. Bởi vậy tính cách và ngoại hình các nhân vật cũng khác đi rất nhiều. Nhân vật chính vẫn là Harry Mason đang tìm kiếm đứa con gái nuôi Cheryl Mason mất tích trong thành phố Silent Hill. Diễn biến sau khi Harry đặt chân vào Silent Hill là hoàn toàn khác so với Silent Hill. Game có năm phần kết bao gồm cả đoạn kết đùa.

#### Silent Hill: Downpour(2012)
Silent Hill: Downpour phát hành lần đầu vào tháng 3 năm 2012 cho các nền tảng PlayStation 3 và Xbox 360, là game 3D đầu tiên trong loạt. Trong game người chơi sẽ được khám phá phần Đông-Nam thành phố Silent Hill, nơi chưa từng được biết đến trong các phiên bản trước đây. Nhân vật chính lần này là Murphy Pendleton, một tù nhân đang trên đường vận chuyển đến nhà giam mới. Ngay từ khi câu chuyện được bắt đầu, Murphy đã được bao phủ bởi một bức màn mờ ảo bởi những ký ức ngắt đoạn, những bí mật chưa được khám phá trong quá khứ. Mặc dù Murphy là một tù nhân của nhà tù Ryall State nhưng quá khứ phạm tội của anh vẫn còn là một bí ẩn. Trong chuyến đi đó, chiếc xe tù của Murphy đã gặp phải tai nạn ở vùng ngoại ô Silent Hill. Tỉnh dậy sau tai nạn khủng khiếp, Murphy không còn sự lựa chọn nào khác là tiếp tục đi men theo con đường phủ đầy sương mù nhằm tìm ra lối thoát cho chính mình mà không hay biết điểm đến phía trước lại chính là Silent Hill. Dần dần Murphy khám phá ra lý do vì sao anh bị bắt giam và vì sao lại lưu lạc đến Silent Hill. Game có sáu phần kết trong đó có một kết thúc đùa và một kết thúc thưởng thêm.
Silent Hill f (sắp ra mắt)
Một phiên bản mới của dòng game có tên Silent Hill f, đã được giới thiệu vào tháng 10 năm 2022. Được phát triển bởi studio NeoBards, với sự đóng góp ý tưởng của các họa sĩ/tác giả nổi tiếng như Ryukishi07, nhà thiết kế nhân vật "kera" và nhà sản xuất Motoi Okamoto. Với kịch bản được chắp bút bởi Ryukishi07, tác giả của bộ visual novel When They Cry, Silent Hill f lấy bối cảnh nước Nhật Bản trong thời kì Shōwa.

### Bị hủy bỏ

#### Silent Hill 5
Trước khi Silent Hill: Origins ra mắt vào 2007, Team Silent đã đang dang dở thực hiện phiên bản thứ 5 của dòng game Silent Hill, mang tên "Silent Hill 5". Phiên bản này được lên kế hoạch không lâu ngay sau khi Silent Hill 3 được ra mắt. Tựa game đã bị trì hoãn bởi nhiều lý do, chủ yếu đến từ fan của dòng game.
Kịch bản của game tập trung vào một nhân vật không rõ danh tính "đã bị tổn thương nghiêm trọng", đặt chân đến ngọn đồi Silent Hill bởi những nguyên do khác nhau.
Nhà soạn nhạc của game, Akira Yamaoka, đã miêu tả cốt truyện của tựa game yểu mệnh này "là câu chuyện đen tối nhất mà chúng tôi từng nghĩ ra".

#### Silent Hills
Vào ngày 12 tháng 8 năm 2014, trong buổi triễn lãm của Sony Computer Entertainment tại Gamescom 2014, một đoạn teaser với tựa đề P.T. (viết tắt của "Playable Teaser") được ra mắt trên cửa hàng PlayStation Store dành cho nền tảng PlayStation 4. Đoạn giới thiệu sau khi hoàn thành phần chơi cho thấy đây là teaser cho phiên bản tiếp theo của loạt Silent Hill, với tựa đề là Silent Hills.
Ở phiên bản này, Konami quyết định quay trở lại với nhà phát triển game trong nước sau nhiều năm kết hợp với các nhà phát triển game phương Tây. Game sẽ được phát triển bởi Kojima Productions, một công ty con của Konami, và sử dụng engine đồ họa Fox (Fox Engine). Đạo diễn cho game sẽ là đạo diễn nổi tiếng của dòng game Metal Gear, Hideo Kojima phối hợp cùng đạo diễn dòng phim siêu nhiên nổi tiếng Hollywood Guillermo del Toro, với sự tham gia của diễn viên Norman Reedus trong loạt phim kinh dị nổi tiếng của Mỹ The Walking Dead.
Vào tháng 9 năm 2014, Sony công bố P.T. đã có hơn một triệu lượt tải về và có hơn 30.000.000 lượt theo dõi. Sự phối hợp giữa hai đạo diễn nổi tiếng được kỳ vọng sẽ mang lại sự hồi sinh cho dòng game kinh dị đình đám này sau nhiều năm đi chệch hướng.
Sau nhiều tin đồn dự án Silent Hills sẽ bị hủy bỏ, cuối cùng nam diễn viên Norman Reedus đã lên tiếng xác nhận điều này trên Twitter cá nhân của anh. Sony cũng đã ra thông báo gỡ P.T. khỏi PlayStation Store từ ngày 29/4/2015. Việc này được cho là xuất phát từ những mâu thuẫn phát sinh giữa đạo diễn Hideo Kojima và hãng Konami dẫn đến sự ra đi của ông.

### Trong tương lai
Vào tháng 6 năm 2022, trong một cuộc phỏng vấn với trang báo game nước Pháp JeuxVideo.com, Christophe Gans (đạo diễn của phần phim Silent Hill ra mắt 2006) đã xác nhận rằng ông đã hoàn thành kịch bản của phần phim Silent Hill thứ ba, dự kiến sẽ được trình chiếu vào 2023.
Ông nhấn mạnh rằng phần phim thứ 3 sẽ là một sự "tái khởi động" của thương hiệu Silent Hill, cùng với những phần game ra mắt trong tương lai gần.
Vào tháng 11 cùng năm, Gans tiếp tục đề cập đến những dự án tiếp theo và phần phim thứ 3, rằng "Tôi có biết một chút về [tựa game Silent Hill tiếp theo]. Tôi làm việc cùng với đội ngũ Team Silent. Tôi hợp tác cùng Konami", gợi ý rằng có sự tham gia của các thành viên thuộc Team Silent trong những dự án sắp tới.
Vào ngày 19 tháng 10 năm 2022, Konami đã công chiếu một video giới thiệu những phần game Silent Hill mới và bộ phim mới, Return to Silent Hill. Những tựa game sắp sửa được ra mắt bao gồm Silent Hill 2 remake, Silent Hill: Townfall và Silent Hill f.
Cả Akira Yamaoka và Masahiro Ito được xác nhận là sẽ trở lại trong dự án Silent Hill 2 remake; Akira Yamaoka vẫn giữ vai trò là nhà soạn nhạc chính còn Masahiro Ito đóng vai trò lên ý tưởng.

## Cách chơi

Pyramid Head (Trụ kim tự tháp), tên đao phủ trong Silent Hill 2, đại diện cho tội ác và sự trừng phạt. Đây là một trong những quái vật để lại ấn tượng mạnh trong lòng người chơi qua các phiên bản Silent Hill.

Cả tám phần Silent Hill được ra mắt đều sử dụng góc nhìn thứ ba. Do phải di chuyển trong màn sương mù (ngoại trừ Silent Hill 4: The Room) nên vật bất ly thân của các nhân vật trong Silent Hill chính là chiếc đèn pin (ngoại trừ Henry Townshend trong Silent Hill 4: The Room). Ngoài ra, hầu hết các nhân vật (cũng ngoại trừ Henry trong Silent Hill 4: The Room) đều có thêm một thiết bị khác nữa như là radio xách tay (Silent Hill, Silent Hill 2, Silent Hill 3, Silent Hill: Origins, Silent Hill: Homecoming và Silent Hill: Downpour) hay điện thoại di động (Silent Hill: Shattered Memories). loạt Silent Hill bao gồm vũ khí cận chiến (melee), có rất nhiều loại vũ khí cận chiến từ ống nước, khúc gỗ cho đến dao, gậy, rìu... và các loại súng. Tuy nhiên người chơi cần phân bổ sử dụng kho vũ khí của mình thật hợp lý bởi vì không phải lúc nào vũ khí đạn dược cũng có sẵn. Silent Hill: Shattered Memories tập trung vào lối chơi trốn tránh quái vật còn Silent Hill: Downpour thì người chơi có thể ném vũ khí vào quái vật. Các màn đấu trùm cũng là một đặc điểm thú vị của loạt Silent Hill. Thêm nữa, loạt game kinh dị này cũng thường có những màn chơi mang tính giải câu đố mà phần thưởng sẽ là những vật dụng cần thiết cho các màn chơi sau.
Một điểm đặc biệt nữa là loạt game luôn có nhiều kết thúc, phụ thuộc vào cách người chơi đáp ứng đến đâu các yêu cầu trong mỗi game. Trong đó thường có kết thúc có hậu, kết thúc xấu và kết thúc đùa (ngoại trừ Silent Hill 4: The Room) như là đĩa bay (UFO) của người ngoài hành tinh (E.T) bắt nhân vật chính đi, có một chú chó đứng sau dật dây tất cả mọi chuyện hay là nhân vật chính được tổ chức một bữa tiệc sinh nhật bất ngờ.
Các nhân vật chính trong loạt Silent Hill thường chu du trong hai thế giới, đó là thế giới thực và thế giới khác (Otherworld) được tạo ra bởi những thế lực huyền bí. Quái vật trong loạt game luôn ẩn chứa một điều gì đó, có thể là tội ác, sự trừng phạt, sự sợ hãi, sự ức chế, nỗi khát khao, dục vọng, hay cái chết.

## Âm thanh & nhạc game

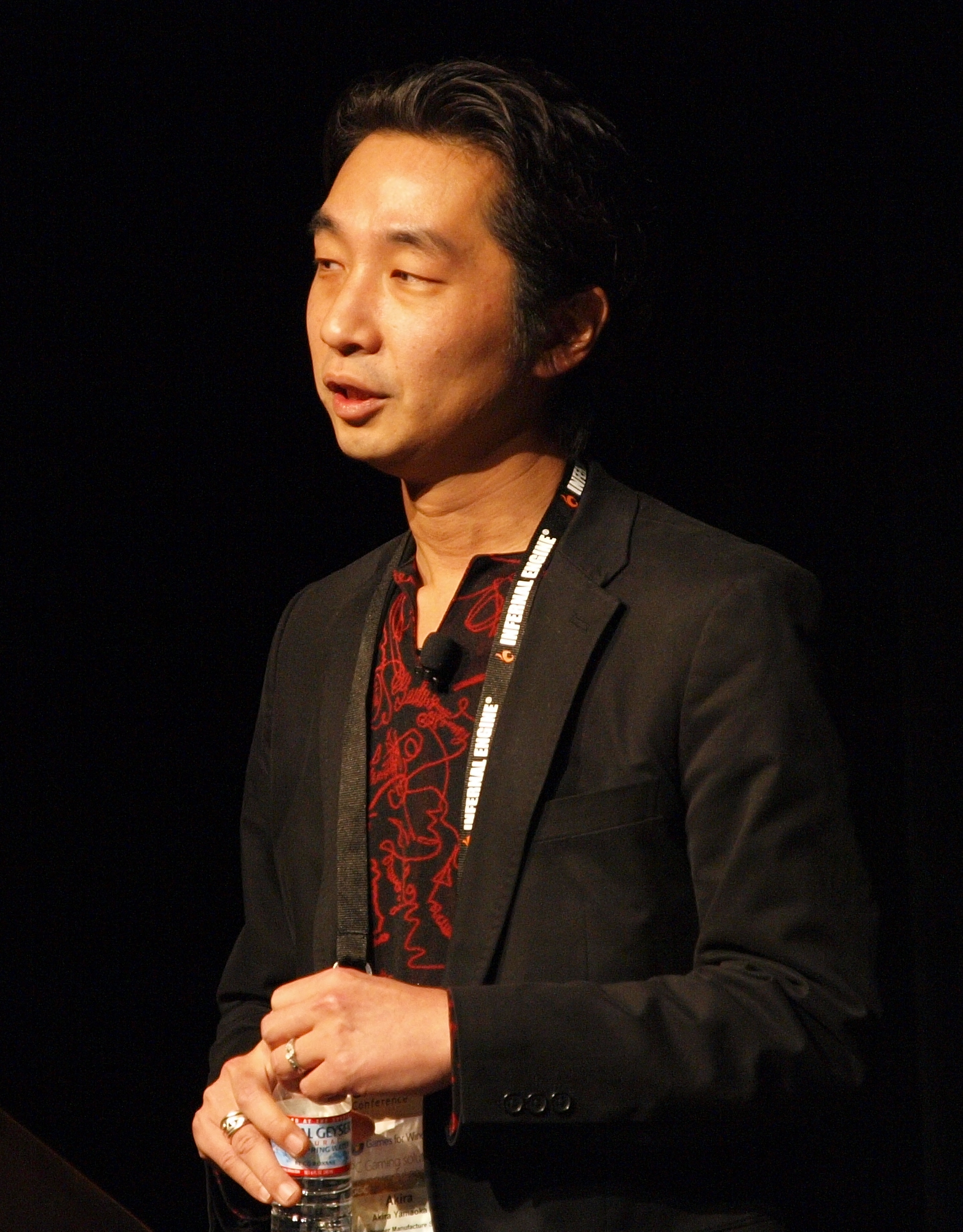
Akira Yamaoka

Phần âm thanh và nhạc game là phần luôn được đánh giá cao, góp phần tạo nên không khí rùng rợn trong loạt Silent Hill. Akira Yamaoka là người sáng tác phần nhạc game cho bảy phần đầu tiên trong loạt, âm nhạc trong Silent Hill: Downpour được sáng tác bởi Daniel Licht. Các bài hát trong loạt game được trình bày chủ yếu bởi Mary Elizabeth McGlynn, ngoài ra còn có Joe Romersa và ban nhạc Korn.
Nhiều nhạc phẩm xuất sắc trong loạt Silent Hill của Akira Yamaoka đã để lại ấn tượng sâu sắc trong lòng người chơi mà có thể kể đến như "Silent Hill" và "Not Tomorrow" trong Silent Hill, "Theme of Laura" và "Promise" trong Silent Hill 2, "You're Not Here" và "I Want Love" trong Silent Hill 3, "Room of Angel", "Waiting for You" và "Your Rain" trong Silent Hill 4: The Room, "O. R. T" trong Silent Hill: Origins và "One More Soul to The Call" trong Silent Hill: Homecoming.

## Tiếp nhận
| Trò chơi                        | Metacritic                             |
| ------------------------------- | -------------------------------------- |
| Silent Hill                     | (PS1) 86/100                           |
| Silent Hill 2                   | (PS2) 89/100 (Xbox) 84/100 (PC) 70/100 |
| Silent Hill 3                   | (PS2) 85/100 (PC) 72/100               |
| Silent Hill 4: The Room         | (PS2) 76/100 (Xbox) 76/100 (PC) 67/100 |
| Silent Hill: Origins            | (PSP) 78/100 (PS2) 70/100              |
| Silent Hill: Homecoming         | (PS3) 71/100 (X360) 70/100 (PC) 64/100 |
| Silent Hill: Shattered Memories | (Wii) 79/100 (PS2) 77/100 (PSP) 73/100 |
| Silent Hill: Downpour           | (X360) 68/100 (PS3) 64/100             |
| Silent Hill HD Collection       | (PS3) 70/100 (X360) 69/100             |
| Silent Hill: Book of Memories   | (Vita) 58/100                          |

Loạt Silent Hill được đánh giá cao về cốt truyện, đồ họa và âm thanh, tạo cho người chơi cảm giác rùng rợn. Đặc biệt 3 phiên bản đầu tiên được đánh giá rất cao, và đều rất thành công về mặt thương mại. Các phiên bản kế tiếp đều nhận được nhiều đánh giá trái chiều.
Silent Hill được đánh giá cao. Có thể coi game chính là sự mở đầu cho thể loại survival horror. Silent Hill đã tách ra khỏi các yếu tố phim kinh dị bình thường và hướng tới phong cách kinh dị tâm linh, nhấn mạnh bầu không khí rùng rợn xung quanh nhân vật chính.
Silent Hill 2 được đánh giá rất cao. IGN xếp Silent Hill 2 thứ 20 trong top 25 các trò chơi hay nhất cho nền tảng PS2 với nhận xét: "Silent Hill 2 đã giữ lại được những gì hay nhất của phần đầu tiên, đó là nỗi sợ hãi tột cùng của cảm giác hình như có cái gì đó ở ngoài kia, nhưng với đồ họa và âm thanh đột phá cùng với cốt truyện ly kỳ, rùng rợn, trò chơi đã nâng sự kinh dị lên một tầm cao hơn."
Silent Hill 3 hầu như nhận được mọi lời khen ngợi từ các nhà phê bình cũng như người chơi, đặc biệt về đồ họa, âm thanh và môi trường chơi cũng như các yếu tố kinh dị làm nên thành công của hai bản trước. Cốt truyện là sự nối tiếp của Silent Hill cũng được đánh giá cao.
Silent Hill 4: The Room nhận được khá nhiều phê bình là đã đánh mất những gì làm nên thành công trong ba phiên bản trước như làn sương mù, các màn chơi giải đố và đấu trùm. Game có vẻ chú trọng vào việc chiến đấu hơn là khía cạnh kinh dị. Cốt truyện, âm thanh, nhạc game, môi trường và đồ họa của game được đánh giá tốt.
Silent Hill: Origins đã lấy bối cạnh quay lại Silent Hill với màn sương mù dày đặc cùng lối chơi truyền thống. Game cũng nhận được những đánh giá tích cực hơn. Một số ý kiến cho rằng game không mang nhiều tính đột phá.
Silent Hill: Homecoming không được nhiều sự đánh giá cao. GameSpot cho rằng "Silent Hill: Homecoming đã đánh mất yếu tố kinh dị tâm linh nổi tiếng của loạt game." Game pha tạp quá nhiều yếu tố hành động. Tuy đồ họa và âm thanh được đánh giá cao nhưng IGN vẫn coi game là một phiên bản đáng thất vọng.
Silent Hill: Shattered Memories nhận được những khen ngợi nhất định. GameSpot đánh giá cao nỗ lực tạo ra một cốt truyện hoàn toàn mới. Việc chơi trên nền tảng Wii (sử dụng Wii Remote) cùng cách chơi thiên về trốn tránh quái vật đem lại những cảm giác mới vô cùng thú vị cho người chơi.
Silent Hill: Downpour nhận được nhiều phê bình trái chiều. Tuy được đánh giá cao về đồ họa, nhạc game và cốt truyện, nhưng tựa game lại gây thất vọng vì những lỗi không đáng có, ví dụ như thỉnh thoảng nhân vật chính như bị "đông cứng lại" và cơ chế chiến đấu chậm chạp, cũng như không khí kinh dị không được đề cao.
Như vậy, việc ba phiên bản đầu tiên quá thành công đã gây ra áp lực không nhỏ cho các phiên bản sau. Cho đến bây giờ các phần ra sau vẫn khó có thể vượt qua được cái bóng quá lớn của 3 phiên bản tiền nhiệm. Bảng trên cho chúng ta thấy được đánh giá và chấm điểm trung bình của các trang GameRankings và Metacritic cho toàn bộ tám phiên bản Silent Hill.